# Graminopassalora
Graminopassalora U. Braun, C. Nakash., Videira & Crous – rodzaj grzybów z rodziny Mycosphaerellaceae. Grzyby mikroskopijne.

## Systematyka i nazewnictwo
Pozycja w klasyfikacji według Index Fungorum: Mycosphaerellaceae, Mycosphaerellales, Dothideomycetidae, Dothideomycetes, Pezizomycotina, Ascomycota, Fungi.
Takson utworzyli w 2017 r. U. Braun, C. Nakash., S.I.R. Videira i P.W. Crous.
Gatunki:
- Graminopassalora geissorhizae Crous 2020
- Graminopassalora graminis (Fuckel) U. Braun, C. Nakash., Videira & Crous 2017

Nazwy naukowe i wykaz gatunków na podstawie Index Fungorum.
W Polsce występuje Graminopassalora graminis (podana pod nazwą Passalora graminis).